# El Gatal, Guanajuato
El Gatal är en ort i Mexiko.   Den ligger i kommunen Jerécuaro och delstaten Guanajuato, i den centrala delen av landet, 170 km nordväst om huvudstaden Mexico City. El Gatal ligger 2 163 meter över havet och antalet invånare är 114.
Terrängen runt El Gatal är platt åt nordväst, men åt sydost är den kuperad. Runt El Gatal är det ganska tätbefolkat, med 54 invånare per kvadratkilometer. Närmaste större samhälle är Jerécuaro, 16,3 km söder om El Gatal. I omgivningarna runt El Gatal växer huvudsakligen savannskog.